# Kopa (Dolina Chochołowska)

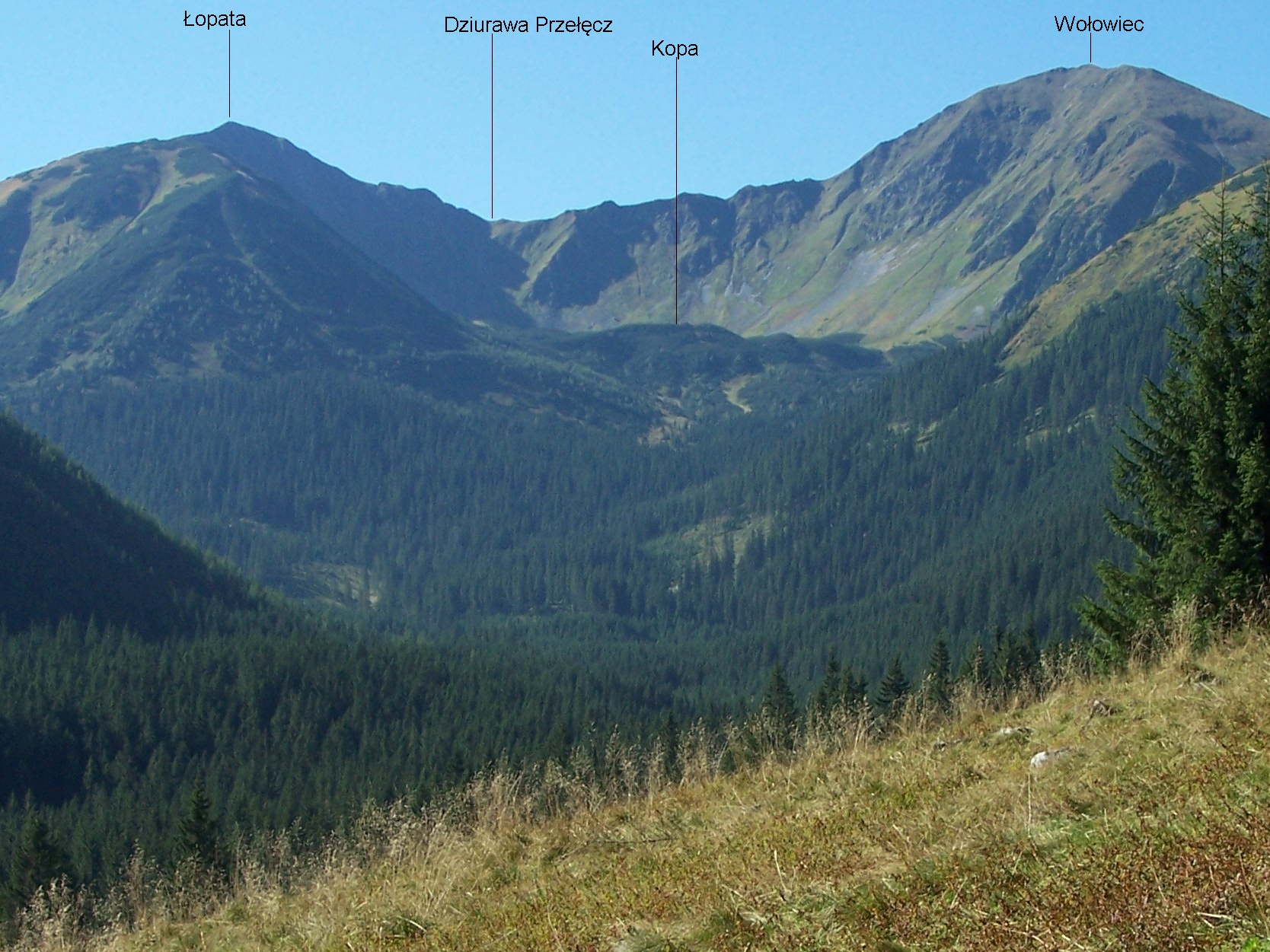
Widok z Polany Chochołowskiej

Kopa (1596 m) – porośnięta kosodrzewiną kopka w progu kotła lodowcowego Dziurawe w Dolinie Chochołowskiej Wyżniej w Tatrach Zachodnich. Ma względną wysokość około 20 m nad dnem kotła i jest pozostałością moreny czołowej dawniej zamykającej wylot kotła. Obecnie porośnięta jest kosodrzewiną.